# Hiperoperación
En matemáticas, la sucesión de hiperoperaciones
es una sucesión infinita de operaciones aritméticas (llamadas hiperoperaciones) que se inicia con la operación binaria exponenciación (n = 3), siguiendo con las operaciones binarias de Tetración (n = 4), Pentación (n = 5), y Hexación (n = 6), después de lo cual la sucesión continúa con más operaciones binarias, que se extienden más allá de la potenciación, mediante la asociatividad por derecha. Para las operaciones más allá de la potenciación, el n-ésimo miembro de esta sucesión es nombrado por Rubén Goodstein después del prefijo griego de n con el sufijo -ción (como tetración (n = 4), pentación (n = 5), hexación (n = 6), etc.) y puede ser escrito mediante el uso de n − 2 flechas en la notación flecha de Knuth.
Cada hiperoperación puede ser entendida de forma recursiva en términos de la anterior por:
{\displaystyle {\begin{matrix}a\uparrow ^{m}b&=&\underbrace {a\uparrow ^{m-1}(a\uparrow ^{m-1}(a\uparrow ^{m-1}(...(a\uparrow ^{m-1}(a\uparrow ^{m-1}a))...)))} \\&&b{\mbox{ veces }}a\end{matrix}}} (m ≥ 0)
Esto también puede ser definido de acuerdo a la regla de recursividad con parte de la definición, como en la versión flecha hacia arriba de Knuth de la función de Ackermann:
{\displaystyle a\uparrow ^{m}b=a\uparrow ^{m-1}(a\uparrow ^{m}(b-1))} (m ≥ -1)
Esta puede ser usada fácilmente para mostrar números mucho más grandes que las que la notación científica puede, tales como el número de Skewes y el googolplex, pero hay algunos números que incluso ellos no pueden mostrar fácilmente, tales como el número de Graham y ÁRBOL(3).
Esta repetición de la regla es común a muchas variantes de hiperoperaciones (ver a continuación).

## Definición
La sucesión de hiperoperaciones {\displaystyle H_{n}(a,b)\,:\,(\mathbb {N} _{0})^{3}\rightarrow \mathbb {N} _{0}\,\!} es la sucesión de operaciones binarias {\displaystyle H_{n}\,:\,(\mathbb {N} _{0})^{2}\rightarrow \mathbb {N} _{0}\,\!}, que se define recursivamente como sigue:
{\displaystyle H_{n}(a,b)={\begin{cases}b+1&{\text{si }}n=0\\a&{\text{si }}n=1{\text{ y }}b=0\\0&{\text{si }}n=2{\text{ y }}b=0\\1&{\text{si }}n\geq 3{\text{ y }}b=0\\H_{n-1}(a,H_{n}(a,b-1))&{\text{en cualquier otro caso}}\end{cases}}\,\!}
(Tenga en cuenta que para n = 0, la operación binaria esencialmente se reduce a una única operación (función sucesor) ignorando el primer argumento.)
Para n = 0, 1, 2, 3, esta definición reproduce las operaciones básicas de la aritmética del sucesor (que es una única operación), adición, multiplicación y potenciación, respectivamente, como
{\displaystyle H_{0}(a,b)=b+1\,\!,}
{\displaystyle H_{1}(a,b)=a+b\,\!,}
{\displaystyle H_{2}(a,b)=a\cdot b\,\!,}
{\displaystyle H_{3}(a,b)=a^{b}\,\!,}
Entonces, ¿cuál será la siguiente operación después de la potenciación? Hemos definido la multiplicación de modo que {\displaystyle H_{2}(a,3)=a*3=a+a+a,}, y define la potenciación de modo que {\displaystyle H_{3}(a,3)=a^{3}=a\cdot a\cdot a,} por lo que parece lógico definir la siguiente operación, la tetración, por lo que {\displaystyle H_{4}(a,3)=tetration(a,3)=a^{a^{a}},} con una torre de tres 'un'. De forma análoga, la pentación de (a,3) será tetración(a, tetración(a,a))), con tres «a» en ella.
Las H operaciones para n ≥ 3 pueden ser escritas en la la notación flecha de Knuth como: 
{\displaystyle H_{4}(a,b)=a\uparrow \uparrow {b}\,\!,}
{\displaystyle H_{5}(a,b)=a\uparrow \uparrow \uparrow {b}\,\!,}
...
{\displaystyle H_{n}(a,b)=a\uparrow ^{n-2}b{\text{ para }}n\geq 3\,\!,}
...
La notación de Knuth puede ser extendida a los índices negativos ≥ -2 de modo tal que esté de acuerdo con toda la sucesión de hiperoperaciones, excepto por el retraso en la indización:
{\displaystyle H_{n}(a,b)=a\uparrow ^{n-2}b{\text{ para }}n\geq 0.\,\!}
Las hiperoperaciones por lo tanto puede ser vistas como una respuesta a la pregunta «¿qué es lo siguiente?» en la sucesión: sucesor, adición, multiplicación, potenciación, y así sucesivamente. Tomando nota de que:
- {\displaystyle a+b=(a+(b-1))+1}
- {\displaystyle a\cdot b=a+(a\cdot (b-1))}
- {\displaystyle a^{b}=a\cdot (a^{(b-1)})}
- {\displaystyle a\uparrow \uparrow b=a^{a\uparrow \uparrow {(b-1)}}}

la relación entre las operaciones aritméticas básicas se ilustra, permitiendo que la mayor de las operaciones sean definidas de forma natural, como se muestra anteriormente. Los parámetros de la jerarquía de hiperoperaciones se refieren a veces por el análogo de la potenciación; así,  a es la base, b es el exponente
(o hiperexponente), y n es el rango (o grado).
En términos coloquiales, las hiperoperaciones son maneras de componer números que aumentan en un crecimiento basado en la repetición de la anterior hiperoperación. Los conceptos de sucesor, adición, multiplicación y potenciación son todos hiperoperaciones; el sucesor de operación (producción de x+1 en x) es el más primitivo, el operador especifica el número de veces que 1 se añade a sí mismo para producir un valor final, la multiplicación especifica el número de veces que un número se añade a sí mismo, y la exponenciación se refiere al número de veces que un número se multiplica por sí mismo.

## Ejemplos
Esta es una lista de las primeras siete (0 a 6) hiperoperaciones. (Observe que en este artículo, definimos 0⁰ como 1.)
| n | Operación Eso                                                                       | Definición | Nombres                                 | Dominio                                                           |
| - | ----------------------------------------------------------------------------------- | --- | --------------------------------------- | ----------------------------------------------------------------- |
| 0 | {\displaystyle 1+m}                                                                 | {\displaystyle {1+{\underbrace {1+1+1+\cdots +1} \atop {m{\mbox{ copias de 1}}}}}}                                                                                                | hyper0, incremento, sucesor, «ceración» | arbitrario                                                        |
| 1 | {\displaystyle a+b}                                                                 | {\displaystyle {a+{\underbrace {1+1+1+\cdots +1} \atop {b{\mbox{ copias de 1}}}}}}                                                                                                | hyper1, adición                         | arbitrario                                                        |
| 2 | {\displaystyle a\cdot b}                                                            | {\displaystyle {{\underbrace {a+a+a+\cdots +a} } \atop {b{\mbox{ copias de }}a}}}                                                                                                 | hyper2, multiplicación                  | arbitrario                                                        |
| 3 | {\displaystyle a^{b}} o bien {\displaystyle a\uparrow b}                            | {\displaystyle {{\underbrace {a\cdot a\cdot a\cdot a\cdot \ldots \cdot a} } \atop {b{\mbox{ copias de }}a}}}                                                                      | hyper3, potenciación                    | b real, con algunas extensiones multivaluadas a números complejos |
| 4 | {\displaystyle ^{b}a} o bien {\displaystyle a\uparrow \uparrow b}                   | {\displaystyle {{\underbrace {a\uparrow (a\uparrow (a\uparrow (a\uparrow \cdots \uparrow a))...)} } \atop {b{\mbox{ copias de }}a}}}                                              | hyper4, tetración                       | a ≥ 0 , b es un entero ≥ −1 (Con algunas extensiones propuestas)  |
| 5 | {\textstyle {}_{b}a} o bien {\displaystyle a\uparrow \uparrow \uparrow b}           | {\displaystyle {{\underbrace {a\uparrow \uparrow (a\uparrow \uparrow (a\uparrow \uparrow (a\uparrow \uparrow \cdots \uparrow \uparrow a))...)} } \atop {b{\mbox{ copias de }}a}}} | hyper5, pentación                       | a, b enteros ≥ −1                                                 |
| 6 | {\displaystyle a\uparrow \uparrow \uparrow \uparrow b} o bien {\displaystyle a[6]b} | {\displaystyle {{\underbrace {a\uparrow ^{3}(a\uparrow ^{3}(a\uparrow ^{3}(a\uparrow ^{3}\cdots \uparrow ^{3}a))...)} } \atop {b{\mbox{ copias de }}a}}}                          | hyper6, hexación                        | a, b enteros ≥ −1                                                 |

## Casos especiales
Hn(0, b) =
0, cuando n = 2 o n = 3, b ≥ 1, o, n ≥ 4, b impar
1, cuando n = 3, b = 0, o, n ≥ 4, b par (incluido 0).
b, cuando n = 1
b + 1, cuando n = 0
Hn(a, 0) =
0, cuando n = 2
1, cuando n = 0, n ≥ 3
a, cuando n = 1

## Historia
Uno de los primeros análisis sobre hiperoperaciones fue el de Albert Bennett en 1914, que han desarrollado algunos de la teoría de la conmutativa de hiperoperaciones (ver a continuación). Unos 12 años más tarde, Wilhelm Ackermann definió la función
{\displaystyle \phi (a,b,n)\,\!}
lo que de alguna manera se asemeja a la sucesión de hiperoperaciones.
En su artículo publicado en el año 1947, R. L. Goodstein introdujo la sucesión específica de las operaciones que ahora se llaman hiperoperaciones, y sugiere también los nombres griegos de tetración, pentación, etc., para la ampliación de las operaciones más allá de potenciación (ya que se corresponden con los índices 4, 5, etc.). Como una función de tres argumentos, por ejemplo, {\displaystyle G(n,a,b)=H_{n}(a,b)}, la sucesión de hiperoperaciones como un todo, es vista como una versión de la función de Ackermann original {\displaystyle \phi (a,b,n)\,\!} — que es recursiva , pero no primitiva recursiva — fue modificada por Goodstein para incorporar la primitiva función sucesor , junto con las otras tres operaciones básicas de la aritmética (adición, multiplicación, potenciación), y para hacer más fluida la extensión de estos más allá de potenciación.
La función de Ackermann original de tres argumentos {\displaystyle \phi \,\!} utiliza la misma regla de recursividad que la versión de Goodstein versión de ella (es decir, la hiperoperación secuencia), pero difiere de la misma de dos maneras. En primer lugar, {\displaystyle \phi (a,b,n)\,\!} se define como una sucesión de operaciones a partir de la suma (n = 0) en lugar de la función sucesor, luego la multiplicación (n = 1), la potenciación (n = 2), etc. En segundo lugar, las condiciones iniciales de {\displaystyle \phi \,\!} resultan en {\displaystyle \phi (a,b,3)=a\uparrow \uparrow (b+1)\,\!},
así se distinguen de las hyperoperaciones más allá de potenciación. La importancia de la b + 1 en la expresión anterior es que {\displaystyle \phi (a,b,3)\,\!} = {\displaystyle a^{a^{\cdot ^{\cdot ^{\cdot ^{a}}}}}\,\!}, donde b cuenta el número de operadores (potenciaciones), en vez de contar el número de operandos ("a") como la b en {\displaystyle a\uparrow \uparrow b\,\!}, y así sucesivamente para el más alto nivel de las operaciones. (Ver el artículo función de Ackermann para obtener más detalles.)

## Notaciones
Esta es una lista de notaciones que se han utilizado para las hiperoperaciones.
| Nombre                                                 | Notación equivalente a {\displaystyle H_{n}(a,b)}                                                                                      | Comentario                                                                               |
| ------------------------------------------------------ | --- | ---------------------------------------------------------------------------------------- |
| Notación flecha de Knuth                               | {\displaystyle a\uparrow ^{n-2}b\,\!}                                                                                                  | Usada por Knuth (para n ≥ 3), y puede encontrarse en varios textos de referencia.        |
| Notación de Goodstein                                  | {\displaystyle G(n,a,b)\,\!} | Usada por Reuben Goodstein.                                                              |
| Función de Ackermann original                          | {\displaystyle {\begin{matrix}\phi (a,b,n-1)\ {\text{ para }}1\leq n\leq 3\\\phi (a,b-1,n-1)\ {\text{ para }}n\geq 4\end{matrix}}\,\!} | Usada por Wilhelm Ackermann (para n ≥ 1)                                                 |
| Función de Ackermann–Peter                             | {\displaystyle A(n,b-3)+3\ {\text{para }}a=2\,\!}                                                                                      | Corresponde a hiperoperaciones de base 2 (a = 2)                                         |
| Notación de Nambiar                                    | {\displaystyle a\otimes ^{n-1}b\,\!}                                                                                                   | Usada por Nambiar (para n ≥ 1)                                                           |
| Notación caja                                          | {\displaystyle a{\,{\begin{array}{\|c\|}\hline {\!n\!}\\\hline \end{array}}\,}b\,\!}                                                   | Usada por Rubtsov y Romerio.                                                             |
| Notación de superíndice                                | {\displaystyle a{}^{(n)}b\,\!} | Usada por Robert Munafo.                                                                 |
| Notación de subíndice (para lower hyperoperations)     | {\displaystyle a{}_{(n)}b\,\!} | Usado por Robert Munafo para las hiperoperaciones inferiores.                            |
| Notación de operadores (para "operaciones extendidas") | {\displaystyle aO_{n-1}b\,\!} | Usado para las hiperoperaciones inferiores por John Donner y Alfred Tarski (para n ≥ 1). |
| Notación de corchetes                                  | {\displaystyle a[n]b\,\!} | Se usa en muchos foros de internet, conveniente para ASCII.                              |
| Notación de flecha encadenada de Conway                | {\displaystyle a\to b\to (n-2)} | Usada por John Horton Conway (para n ≥ 3)                                                |
| Función de Bowers                                      | {\displaystyle \{a,b,n,1\}} | Usada por Jonathan Bowers (para n ≥ 1)                                                   |

## Generalización
Para condiciones iniciales diferentes o reglas de recursión diferentes, pueden resultar operaciones muy diferentes. Algunos matemáticos se refieren a todas esas variantes como ejemplos de hiperoperaciones.
En sentido general, una jerarquía de hiperoperaciones {\displaystyle (S,\,I,\,F)} es una familia {\displaystyle (F_{n})_{n\in I}} de operaciones binarias en {\displaystyle S}, indexada por un conjunto {\displaystyle I}, tal que existe {\displaystyle i,j,k\in I} donde
- {\displaystyle F_{i}(a,b)=a+b} (adición),
- {\displaystyle F_{j}(a,b)=ab} (multiplicación), y
- {\displaystyle F_{k}(a,b)=a^{b}} (potenciación).

Además, si se relaja la última condición (es decir, no hay potenciación), entonces también pueden incluirse las hiperoperaciones conmutativas, descritas más abajo. Aunque se pueda enumerar cada hiperoperación explícitamente, generalmente no es el caso. La mayoría de las variantes incluyen únicamente la funciones sucesoras (o adición) o adición) en su definición y redefinen la multiplicación (y más allá), sobre la base de una sola regla de recursión que se aplica a todas las categorías. Puesto que esto forma parte de la definición de la jerarquía, y no una propiedad de la jerarquía en sí, es difícil de definir formalmente.

### Variante partiendo dea
En 1928, Wilhelm Ackermann definió una función de 3 argumentos {\displaystyle \phi (a,b,n)} que evolucionó gradualmente hacia una función de 2 argumentos que se conoce como la función de Ackermann. La  versión original de la función de Ackermann {\displaystyle \phi } fue menos similar a las modernas hiperoperaciones, debido a sus condiciones iniciales: empezar con {\displaystyle \phi (a,0,n)=a} para todo n > 2. Él también asignó la adición para n = 0, la multiplicación para n = 1 y potenciación para n = 2, por lo que las condiciones iniciales producen operaciones muy diferentes para la tetración y más allá.
| n | Operación                                                             | Comentario |
| - | --------------------------------------------------------------------- | --- |
| 0 | {\displaystyle F_{0}(a,b)=a+b}                                        | |
| 1 | {\displaystyle F_{1}(a,b)=a\cdot b}                                   | |
| 2 | {\displaystyle F_{2}(a,b)=a^{b}}                                      | |
| 3 | {\displaystyle F_{3}(a,b)=a\uparrow \uparrow (b+1)}                   | Una manera de desplazar la tetración. La iteración de esta operación es diferente de la iteración de tetración. |
| 4 | {\displaystyle F_{4}(a,b)=(x\mapsto a\uparrow \uparrow (x+1))^{b}(a)} | No debe confundirse con pentación.                                                                              |

Otra condición inicial que se ha utilizado es {\displaystyle A(0,b)=2b+1} (donde la base es constante {\displaystyle a=2}), debida a Rózsa Péter, que no forma una jerarquía .

### Hiperoperaciones inferiores
Una alternativa para estas hiperoperaciones se obtiene mediante la evaluación de izquierda a derecha. Desde
- {\displaystyle a+b=(a+(b-1))+1}
- {\displaystyle a\cdot b=(a\cdot (b-1))+a}
- {\displaystyle a^{b}=(a^{(b-1)})\cdot a}

definir (con ° o subíndice)
{\displaystyle a_{(n+1)}b=(a_{(n+1)}(b-1))_{(n)}a}
con
{\displaystyle {\begin{array}{lcll}a_{(1)}b&=&a+b\\a_{(2)}0&=&0\\a_{(n)}1&=&a&{\text{para }}n>2\\\end{array}}}
Esto se extendió a los números ordinales por Donner y Tarski,[Definición 1] mediante:
{\displaystyle {\begin{array}{lcl}\alpha O_{0}\beta &=&\alpha +\beta \\\alpha O_{\gamma }\beta &=&\sup \limits _{\eta <\beta ,\xi <\gamma }(\alpha O_{\gamma }\eta )O_{\xi }\alpha \end{array}}}

### Hiperoperaciones conmutativas
Las hiperoperaciones conmutativas fueron analizadas por Albert Bennett ya en 1914, lo cual es, posiblemente, la primera observación acerca de cualquier sucesión de hiperoperaciones. Las hiperoperaciones conmutativas son definidos por la regla de la recursividad
{\displaystyle F_{n+1}(a,b)=\exp(F_{n}(\ln(a),\ln(b)))}
que es simétrica en a y b, es decir, todos las hiperoperaciones son conmutativas. Esta secuencia no contiene potenciación, y así no se forma de una jerarquía de hiperoperaciones.
| n | Operación                                                 | Comentario                                          |
| - | --------------------------------------------------------- | --------------------------------------------------- |
| 0 | {\displaystyle F_{0}(a,b)=\ln(e^{a}+e^{b})}               |                                                     |
| 1 | {\displaystyle F_{1}(a,b)=a+b}                            |                                                     |
| 2 | {\displaystyle F_{2}(a,b)=a\cdot b=e^{\ln(a)+\ln(b)}}     | Esto es debido a las propiedades de los logaritmos. |
| 3 | {\displaystyle F_{3}(a,b)=a^{\ln(b)}=e^{\ln(a)\ln(b)}}    | Una forma conmutativa de potenciación.              |
| 4 | {\displaystyle F_{4}(a,b)=e^{e^{\ln(\ln(a))\ln(\ln(b))}}} | No debe confundirse con tetración.                  |